# Saint-Ouen-Marchefroy
Pour les articles homonymes, voir Saint-Ouen.
Saint-Ouen-Marchefroy est une commune française située dans le département d'Eure-et-Loir en région Centre-Val de Loire.

## Géographie

### Situation

Situation géographique
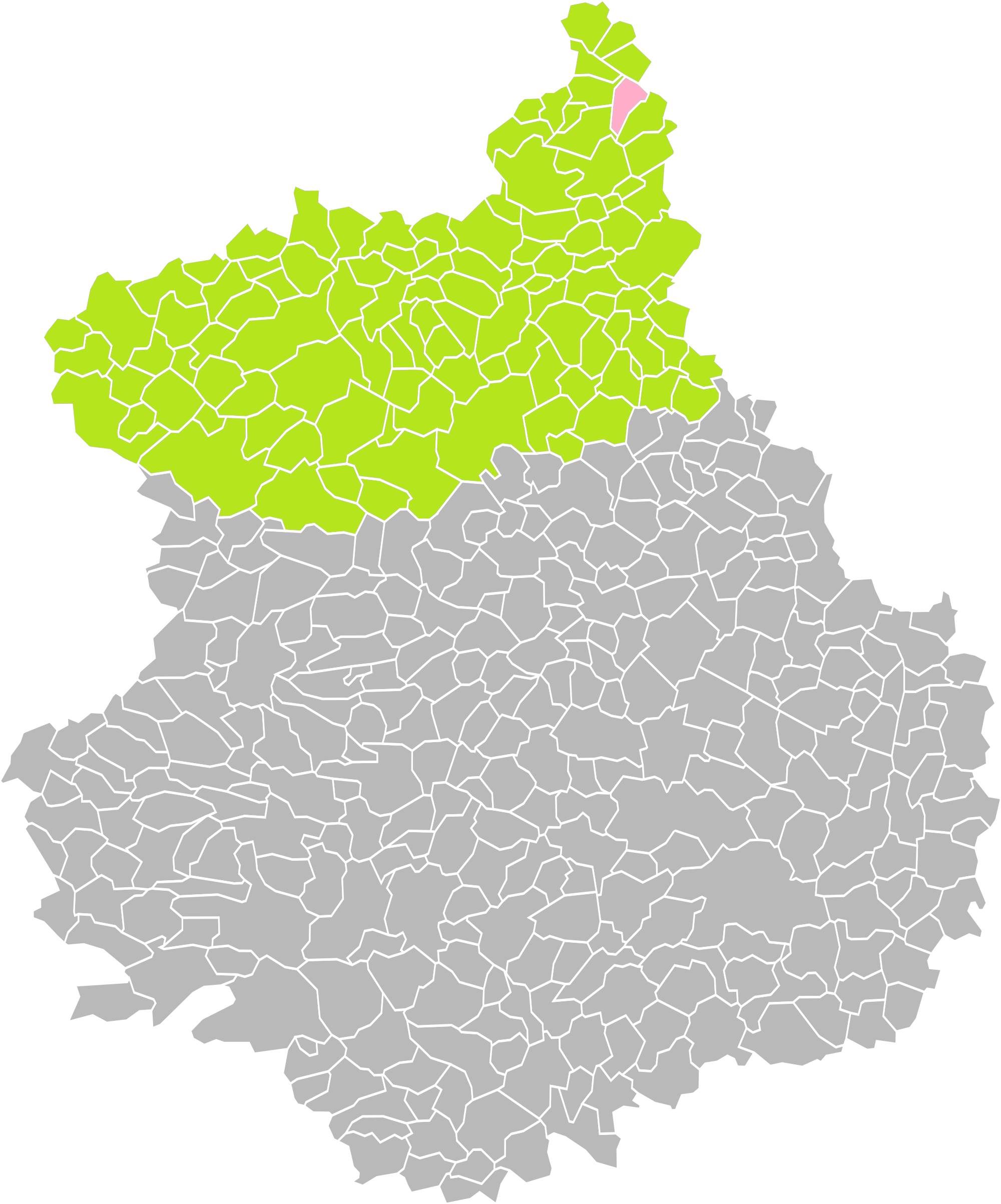
Saint-Ouen-Marchefroy dans son arrondissement.
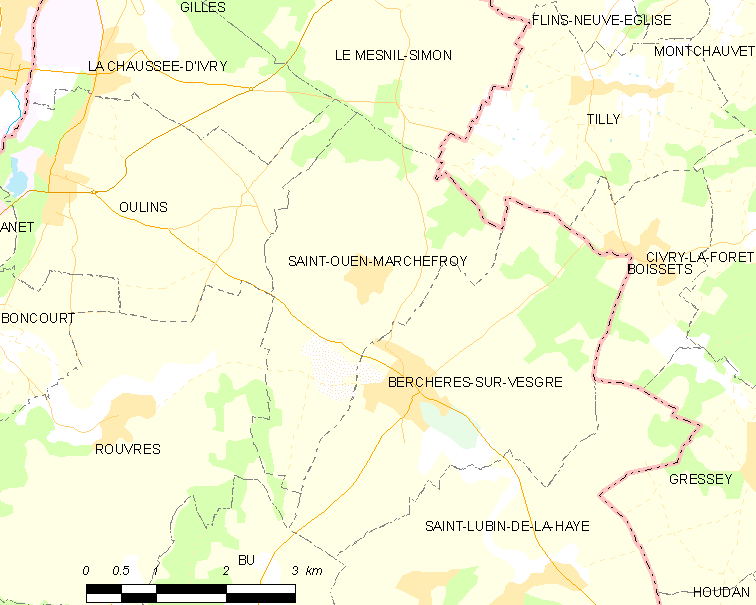
Carte de la commune de Saint-Ouen-Marchefroy.

### Communes, département et région limitrophes
Saint-Ouen-Marchefroy est limitrophe du département des Yvelines et de la région Île-de-France.
Elle fait partie de la région naturelle et agricole du Drouais.
| Oulins  | Le Mesnil-Simon       | Tilly (Yvelines)     |
| Rouvres | Saint-Ouen-Marchefroy | Berchères-sur-Vesgre |
|         | Berchères-sur-Vesgre  |                      |

### Hydrographie
La commune est traversée par la rivière la Vesgre, affluent de l'Eure en rive droite, sous-affluent du fleuve la Seine.
Le long de la Vesgre, la localité présente une station hydrométrique référencée sur Vigicrues, St-Ouen-Marchefroy [Les Mordants] (H428000201).

### Climat
Pour des articles plus généraux, voir Climat du Centre-Val de Loire et Climat d'Eure-et-Loir.
En 2010, le climat de la commune est de type climat océanique dégradé des plaines du Centre et du Nord, selon une étude du CNRS s'appuyant sur une série de données couvrant la période 1971-2000. En 2020, Météo-France publie une typologie des climats de la France métropolitaine dans laquelle la commune est exposée à un climat océanique et est dans la région climatique  Sud-ouest du bassin Parisien, caractérisée par une faible pluviométrie, notamment au printemps (120 à 150 mm) et un hiver froid (3,5 °C). 
Pour la période 1971-2000, la température annuelle moyenne est de 10,6 °C, avec une amplitude thermique annuelle de 14,2 °C. Le cumul annuel moyen de précipitations est de 661 mm, avec 11,1 jours de précipitations en janvier et 8,2 jours en juillet. Pour la période 1991-2020, la température moyenne annuelle observée sur la station météorologique de Météo-France la plus proche, « Bû_sapc », sur la commune de Bû à 7 km à vol d'oiseau, est de 11,4 °C et le cumul annuel moyen de précipitations est de 633,2 mm,. Pour l'avenir, les paramètres climatiques de la commune estimés pour 2050 selon différents scénarios d'émission de gaz à effet de serre sont consultables sur un site dédié publié par Météo-France en novembre 2022.

## Urbanisme

### Typologie
Au 1er janvier 2024, Saint-Ouen-Marchefroy est catégorisée commune rurale à habitat dispersé, selon la nouvelle grille communale de densité à 7 niveaux définie par l'Insee en 2022.
Elle est située hors unité urbaine. Par ailleurs la commune fait partie de l'aire d'attraction de Paris, dont elle est une commune de la couronne,. 

### Occupation des sols
L'occupation des sols de la commune, telle qu'elle ressort de la base de données européenne d’occupation biophysique des sols Corine Land Cover (CLC), est marquée par l'importance des territoires agricoles (84 % en 2018), une proportion identique à celle de 1990 (84 %). La répartition détaillée en 2018 est la suivante : 
terres arables (79,4 %), forêts (12,9 %), zones agricoles hétérogènes (4,7 %), zones urbanisées (3 %). L'évolution de l’occupation des sols de la commune et de ses infrastructures peut être observée sur les différentes représentations cartographiques du territoire : la carte de Cassini (XVIIIe siècle), la carte d'état-major (1820-1866) et les cartes ou photos aériennes de l'IGN pour la période actuelle (1950 à aujourd'hui).

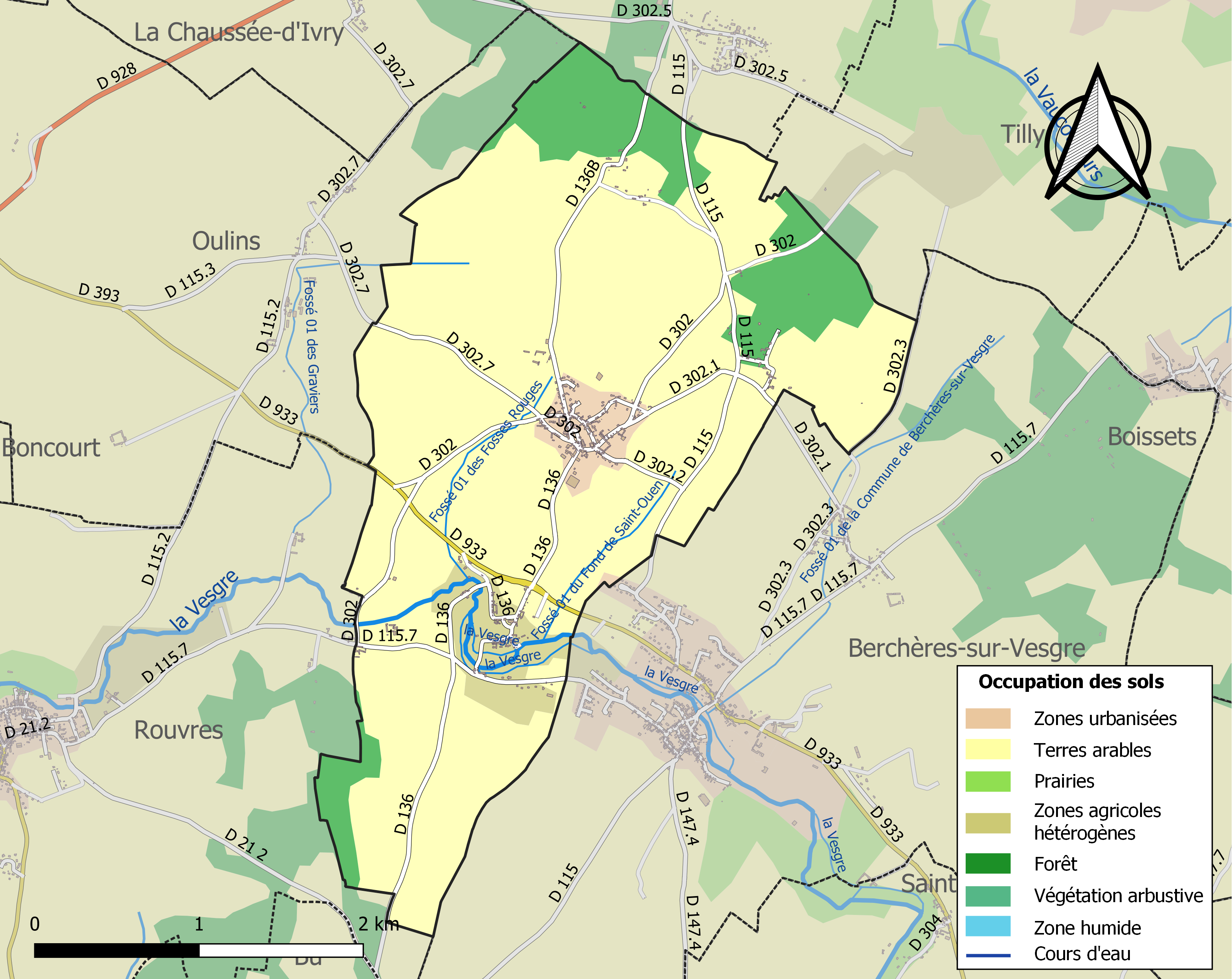
Carte des infrastructures et de l'occupation des sols de la commune en 2018 (CLC).

### Risques majeurs
Le territoire de la commune de Saint-Ouen-Marchefroy est vulnérable à différents aléas naturels : météorologiques (tempête, orage, neige, grand froid, canicule ou sécheresse), inondations, mouvements de terrains et séisme (sismicité très faible). Il est également exposé à un risque technologique, le transport de matières dangereuses. Un site publié par le BRGM permet d'évaluer simplement et rapidement les risques d'un bien localisé soit par son adresse soit par le numéro de sa parcelle.

#### Risques naturels
Certaines parties du territoire communal sont susceptibles d’être affectées par le risque d’inondation par débordement de cours d'eau, par ruissellement et coulée de boue et par une crue à  débordement lent de cours d'eau, notamment la Vesgre. La commune a été reconnue en état de catastrophe naturelle au titre des dommages causés par les inondations et coulées de boue survenues en 1999, 2000, 2016 et 2018,.

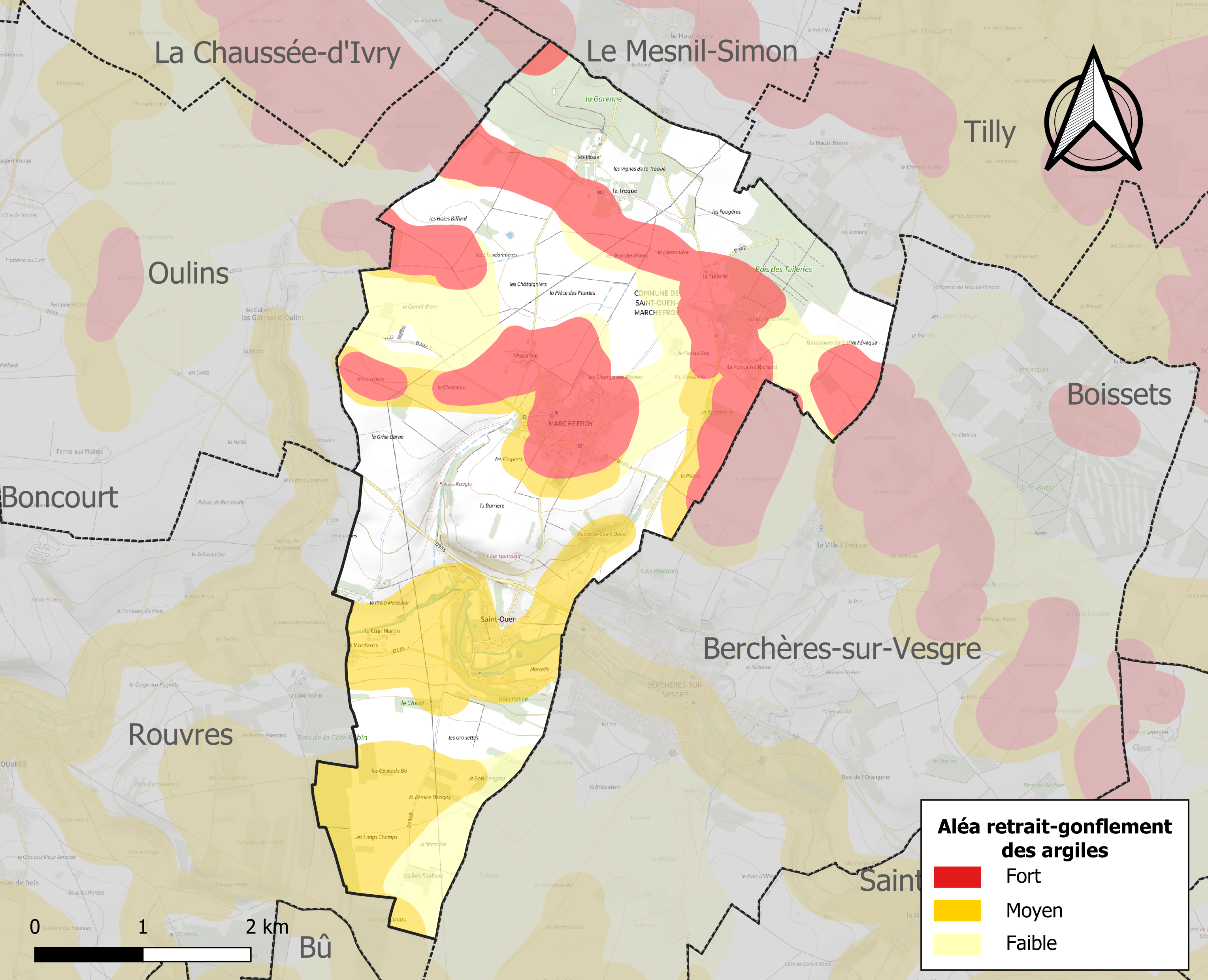
Carte des zones d'aléa retrait-gonflement des sols argileux de Saint-Ouen-Marchefroy.

Les mouvements de terrains susceptibles de se produire sur la commune sont des affaissements et effondrements liés aux cavités souterraines. L'inventaire national des cavités souterraines permet de localiser celles situées sur la commune.
Le retrait-gonflement des sols argileux est susceptible d'engendrer des dommages importants aux bâtiments en cas d’alternance de périodes de sécheresse et de pluie. 44,8 % de la superficie communale est en aléa moyen ou fort (52,8 % au niveau départemental et 48,5 % au niveau national). Sur les 201 bâtiments dénombrés sur la commune en 2019, 177 sont en aléa moyen ou fort, soit 88 %, à comparer aux 70 % au niveau départemental et 54 % au niveau national. Une cartographie de l'exposition du territoire national au retrait gonflement des sols argileux est disponible sur le site du BRGM,.
Concernant les mouvements de terrains, la commune a été reconnue en état de catastrophe naturelle au titre des dommages causés par des mouvements de terrain en 1999.

#### Risques technologiques
Le risque de transport de matières dangereuses sur la commune est lié à sa traversée par des infrastructures routières ou ferroviaires importantes ou la présence d'une canalisation de transport d'hydrocarbures. Un accident se produisant sur de telles infrastructures est en effet susceptible d’avoir des effets graves au bâti ou aux personnes jusqu’à 350 m, selon la nature du matériau transporté. Des dispositions d’urbanisme peuvent être préconisées en conséquence.

## Toponymie
Tout d'abord nommé Marcillei et Marcilly vers 1127, c'est-à-dire le « domaine de Marcelius » (époque gallo-romaine), devenu successivement Marcillei en 1127, Marcelli super Vesgram (Marcelli sur Vesgre) en 1244, puis Sanctus Oudoenus ou Sanctus Odoenus en 1626 qui, en français et par contraction, donne Saint Ouen.
Saint-Ouen est un hagiotoponyme faisant référence à Ouen de Rouen.
Marchefroy est un hameau de Saint-Ouen.

Le nom du hameau est attesté sous les formes Marcheffroy en 1393, Marcheffray en 1595, Marchefroid au XVIIIe siècle (Cassini).

Marchefroy apparaît comme une contraction de l'appellation d'origine ; Marchais d'Effroy (Marchais signifiant "marais").

## Histoire

### Révolution française et Empire
Au cours de la Révolution française, la commune porta provisoirement le nom de L'Abolition.

### Époque contemporaine

#### XIXesiècle
« Le 26 août 1823, une trombe, accompagnée de grêle et de tonnerre a répandu le deuil et la consternation dans les communes de Saint-Ouen-Marchefroy, Rouvres, Anet et Sorel. Plus de 150 bâtiments ont été renversés ; les autres maisons ont été plus ou moins endommagées. La presque totalité des toits a été enlevée et les tuiles mises en pièces. Les grains renfermés dans les granges ont été dispersés ou endommagés par la chute des murs et le mélange des décombres. Les récoltes qui étaient dans les champs ont été dispersées comme de la poussière. Plus de 1 200 arbres, de toute espèce et de différentes grosseurs, ont été arrachés, rompus et déracinés. Une fille de dix-huit ans et un enfant de trois ans ont péri. Huit personnes ont été blessées plus ou moins grièvement. La perte causée par ce déplorable événement est énorme. Il ne reste à la plupart des habitants de Marchefroy d'autre asile que des ruines. ».

## Politique et administration

### Liste des maires

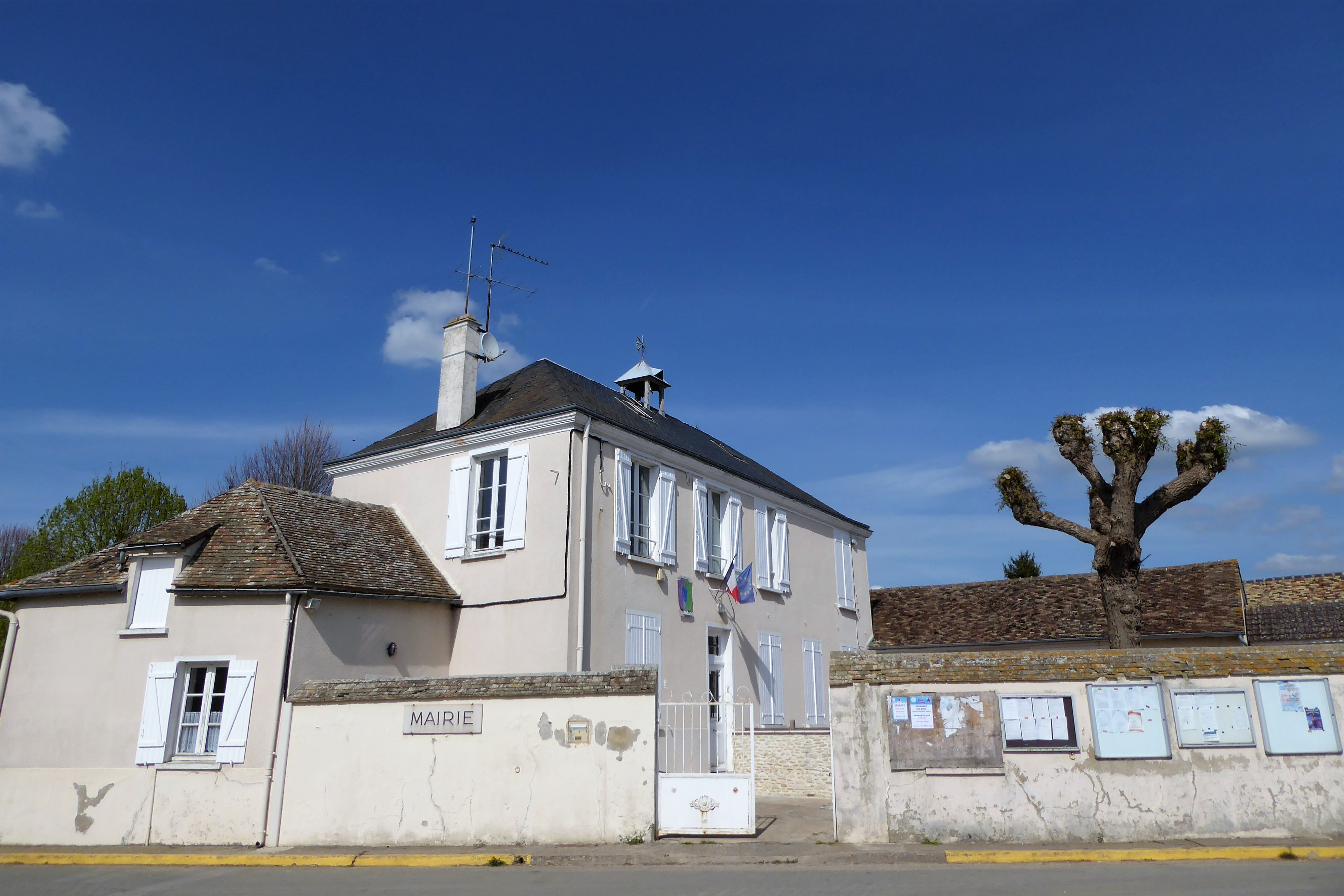
Mairie de Saint-Ouen-Marchefroy à Marchefroy.

| Période | Période  | Identité        | Étiquette | Qualité                                         |
| ------- | -------- | --------------- | --------- | ----------------------------------------------- |
| 1945    | 1983     | Henri Girard    |           |                                                 |
| 1983    | 2001     | Michel Lermoyez |           |                                                 |
| 2001    | En cours | Philippe Dumas, |           | Ancien artisan, commerçant ou chef d'entreprise |

## Population et société

### Démographie
L'évolution du nombre d'habitants est connue à travers les recensements de la population effectués dans la commune depuis 1793. Pour les communes de moins de 10 000 habitants, une enquête de recensement portant sur toute la population est réalisée tous les cinq ans, les populations de référence des années intermédiaires étant quant à elles estimées par interpolation ou extrapolation. Pour la commune, le premier recensement exhaustif entrant dans le cadre du nouveau dispositif a été réalisé en 2008.

En 2022, la commune comptait 293 habitants, en stagnation par rapport à 2016 (Eure-et-Loir : −0,23 %, France hors Mayotte : +2,11 %).
| 1793 | 1800 | 1806 | 1821 | 1831 | 1836 | 1841 | 1846 | 1851 |
| ---- | ---- | ---- | ---- | ---- | ---- | ---- | ---- | ---- |
| 456  | 512  | 449  | 414  | 462  | 513  | 500  | 508  | 504  |

| 1856 | 1861 | 1866 | 1872 | 1876 | 1881 | 1886 | 1891 | 1896 |
| ---- | ---- | ---- | ---- | ---- | ---- | ---- | ---- | ---- |
| 502  | 420  | 390  | 357  | 369  | 334  | 321  | 327  | 325  |

| 1901 | 1906 | 1911 | 1921 | 1926 | 1931 | 1936 | 1946 | 1954 |
| ---- | ---- | ---- | ---- | ---- | ---- | ---- | ---- | ---- |
| 301  | 289  | 283  | 247  | 234  | 225  | 212  | 201  | 209  |

| 1962 | 1968 | 1975 | 1982 | 1990 | 1999 | 2006 | 2008 | 2013 |
| ---- | ---- | ---- | ---- | ---- | ---- | ---- | ---- | ---- |
| 210  | 198  | 191  | 193  | 311  | 294  | 327  | 336  | 302  |

| 2018 | 2022 | - | - | - | - | - | - | - |
| ---- | ---- | - | - | - | - | - | - | - |
| 296  | 293  | - | - | - | - | - | - | - |

## Culture locale et patrimoine

### Lieux et monuments

#### Église Saint-Ouen
Église Saint-Ouen de Saint-Ouen-Marchefroy,  Inscrit MH (1971).
L'église abrite un tableau Chartreux en prière dans un paysage ou Saint Bruno en prière dans un paysage du XVIIIe siècle,  Classé MH (2020).

#### Tour de l'Ascanne
Tour de l'Ascanne,  Inscrit MH (1976).

#### Les Cinq Croix de France
À la sortie du village se trouve un terrain dit Champ de la Batterie où sont dressées cinq croix, appelée Les 5 Croix de France, qui rappelleraient les guerres entre le roi d'Angleterre, par ailleurs duc de Normandie, et le roi de France,,.

Lieux et monuments
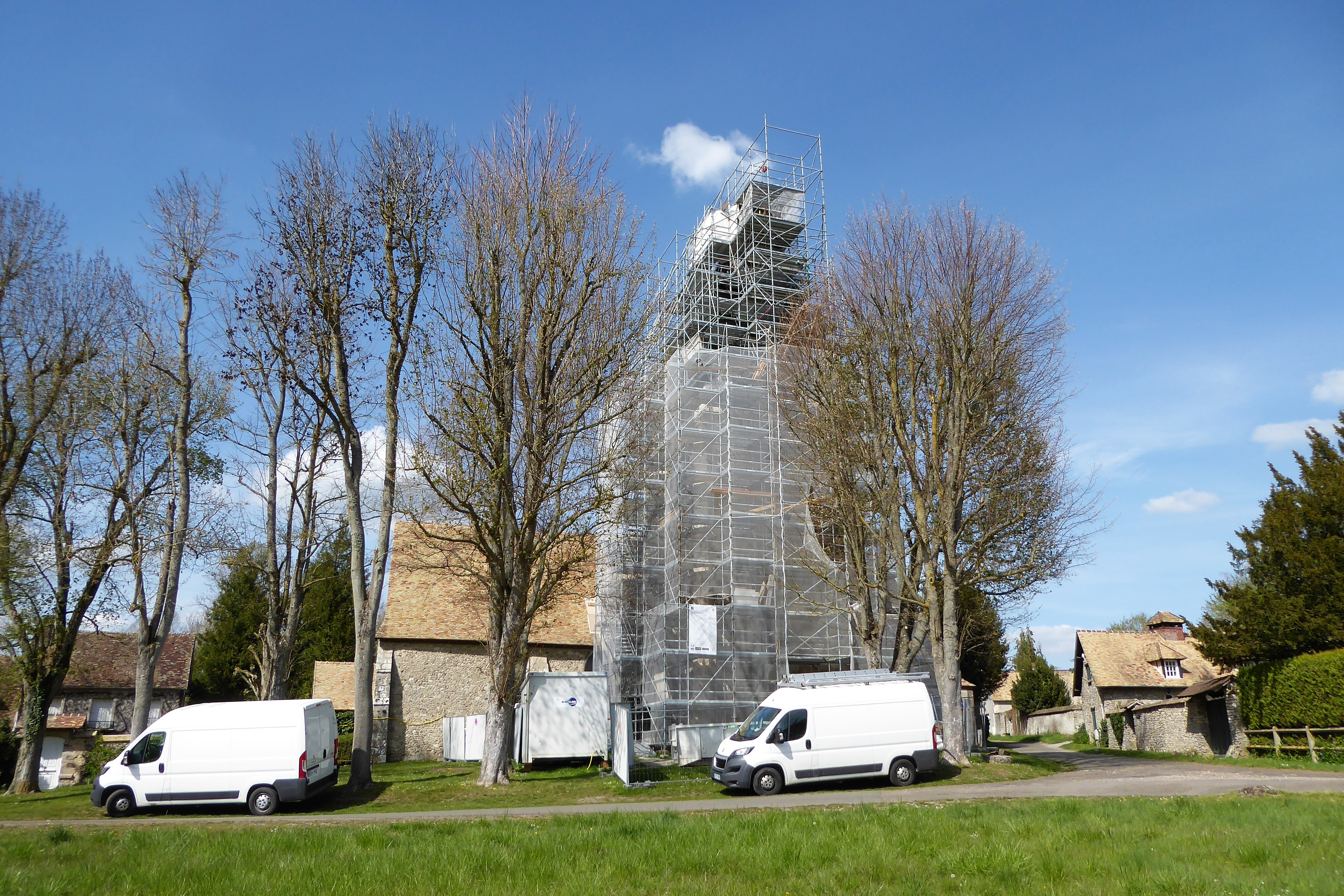
L'église Saint-Ouen en avril 2019 : restauration du clocher et éclairage.
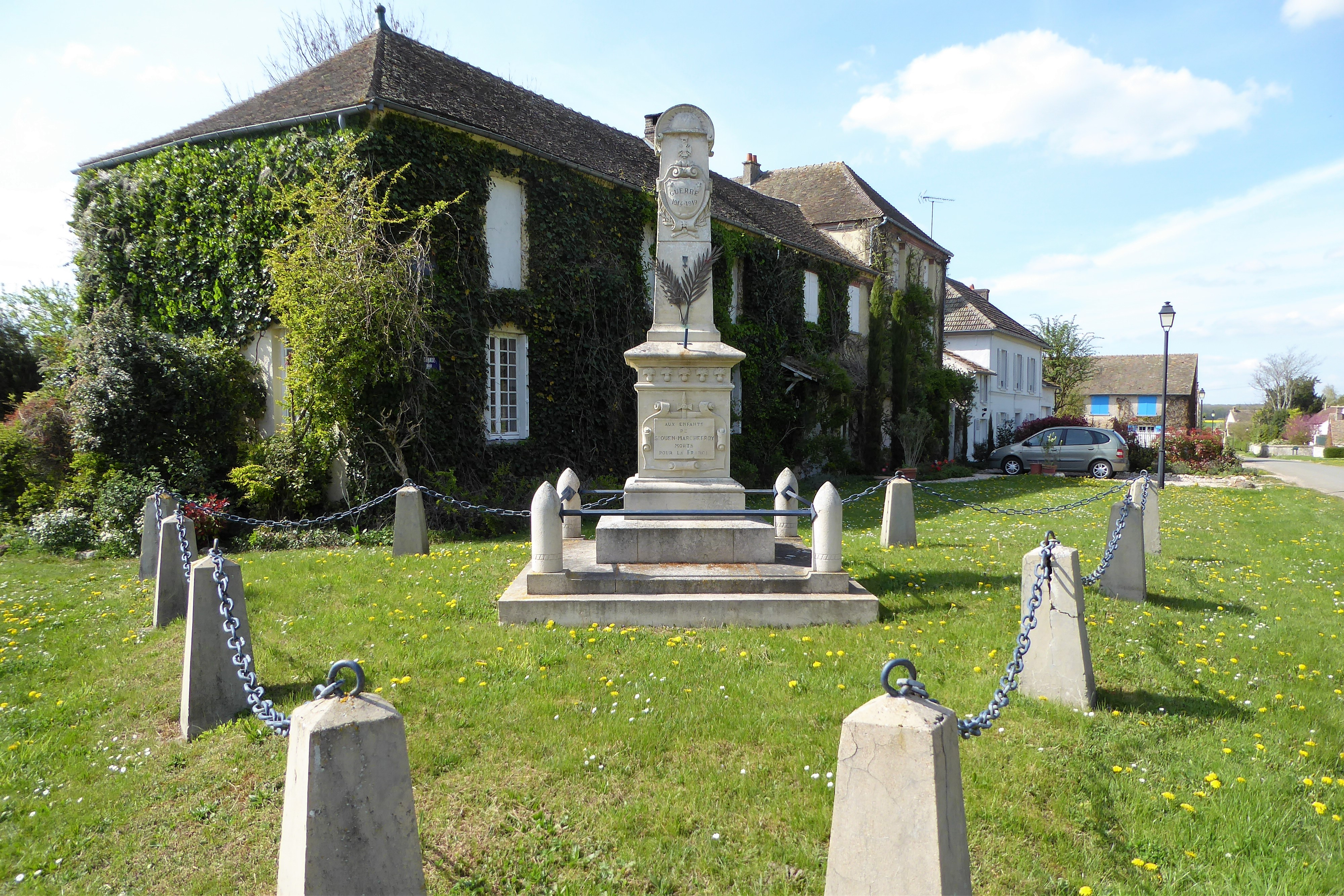
Monument aux morts de Marchefroy.

### Personnalités liées à la commune
- Alexandre Estienne d'Augny, ancien fermier général, acheta en 1778 la seigneurie de Marchefroy et ses dépendances aux héritiers de Jeanne Josèphe Chardon, veuve de Charles-Étienne Lemoine, président au Parlement de Paris[37] ;
- Rose d'Arquinvilliers (1812-1872), peintre française, est née à Saint-Ouen-Marchefroy ;
- Jane Fonda et Roger Vadim se sont mariés le 18 mai 1967 à la mairie de Marchefroy où Jane Fonda possédait une maison au hameau de la Fontaine-Richard, acquise en 1964 de Madame de Saint-Paul et qu'elle fit entièrement rénover[38],[39].

### Blasonnement
|  | Les armoiries de Saint-Ouen-Marchefroy se blasonnent ainsi : Blasonnement : Parti de pourpre et de sinople ; à l’écusson brochant d’azur, aux cinq croisettes latine au pied fiché d’or. Devise Protéger est notre choix. Le pourpre pour Saint-Ouen évêque, le vert pour la nature, l'abîme d'azur et d'or aux couleurs de la France avec les 5 Croix de France. |